# Куганак
Кугана́к (баш. Ҡуғанаҡ) — река в России, протекает по Стерлибашевскому и Стерлитамакскому районам Республики Башкортостан. Впадает в реку Белая в 700 км от её устья. Длина реки составляет 102 км, площадь водосборного бассейна 1480 км².

## Данные водного реестра
По данным государственного водного реестра России относится к Камскому бассейновому округу, водохозяйственный участок реки — Белая от города Стерлитамак до водомерного поста у села Охлебино, без реки Сим, речной подбассейн реки — Белая. Речной бассейн реки — Кама.
Код объекта в государственном водном реестре — 10010200712111100018418.